# Europska šahovska unija
Europska šahovska unija (eng. European Chess Union), krovno tijelo športa šaha u Europi.  Osnovan je 1998. godine. Prije je postojalo operativno tijelo FIDE Europska šahovska zona. Sjedište joj je u Hunenberg Seeu u Švicarskoj, Rainweidstrasse 2. Današnji predsjednik je Zurab Azmaiparašvili.

## Vanjske poveznice
- Službene stranice